# Mickey Shaughnessy
Pour les articles homonymes, voir Shaughnessy.
Mickey Shaughnessy est un acteur américain, né à New York le 5 août 1920 et mort à Cape May Court House (New Jersey) le 23 juillet 1985 d'un cancer du poumon.

## Biographie
Mickey Shaughnessy apparaît au cinéma de 1952 à 1985 (son dernier film sortira en 1987), un de ses rôles les plus connus étant celui de Maxie Stultz dans Designing Woman (1957), aux côtés de Lauren Bacall et Gregory Peck.
Pour la télévision, il participe à quelques téléfilms et séries (The Untouchables, The Virginian…), entre 1955 et 1972.
Au théâtre, il se produit une seule fois à Broadway, dans Kelly (1965), une comédie musicale mise en scène et chorégraphiée par Herbert Ross.

## Filmographie sélective
- 1952 : Je retourne chez maman (The Marrying Kind) de George Cukor
- 1953 : Tant qu'il y aura des hommes (From Here To Eternity) de Fred Zinnemann
- 1953 : Le Sabre et la Flèche (Last of the Comanches) d'André de Toth
- 1955 : La Conquête de l'espace (Conquest of Space) de Byron Haskin
- 1957 : La Femme modèle (Designing Woman) de Vincente Minnelli
- 1957 : Le Rock du bagne (Jailhouse Rock) de Richard Thorpe
- 1957 : Prenez garde à la flotte (Don't Go Near the Water) de Charles Walters
- 1957 : Le Cambrioleur (The Burglar) de Paul Wendkos
- 1957 : Femmes coupables (Until They Sail) de Robert Wise
- 1958 : La Vallée de la poudre (The Sheepman) de George Marshall
- 1959 : Une fille très avertie (Ask any Girl) (non crédité) de Charles Walters
- 1959 : Le Bourreau du Nevada (The hangman) de Michael Curtiz
- 1959 : Tiens bon la barre, matelot de Norman Taurog
- 1959 : Le Secret du Grand Canyon (Edge of Eternity) de Don Siegel
- 1960 : Les Aventuriers du fleuve (The Adventures of Huckleberry Finn) de Michael Curtiz
- 1960 : Le Grand Sam (North to Alaska) d'Henry Hathaway
- 1960 : Les Incorruptibles (Fille maudite)
- 1961 : Milliardaire pour un jour (Pocketful of Miracles) de Frank Capra
- 1961 : King of the Roaring 20's: The Story of Arnold Rothstein de Joseph M. Newman
- 1962 : La Conquête de l'Ouest (How the West Was Won) de John Ford, Henry Hathaway et George Marshall
- 1964 : Papa play-boy (A Global Affair) de Jack Arnold
- 1964 : La Maison de madame Adler (A House Is Not a Home) de Russell Rouse
- 1968 : Frissons garantis (Never a Dull Moment), de Jerry Paris